# 1996年のラジオ (日本)
1996年のラジオ (日本)では、1996年の日本のラジオ番組、その他ラジオ界の動向について記す。

## 主な番組関連の出来事

### 3月
- 29日 - ニッポン放送で1978年4月から放送されていた平日午前の帯ワイド番組『玉置宏の笑顔でこんにちは!』がこの日をもって終了。18年の歴史に幕。

### 6月
- 30日（29日深夜） - TBSラジオで1981年4月から放送されていたラジオ番組『ラジオはアメリカン』がこの日をもって終了。15年3か月の歴史に幕。

### 9月
- 27日 - ニッポン放送で1987年4月から放送されていた平日夕方の10分番組『ほっと一息裕子です』がこの日をもって終了。9年の歴史に幕。これにともない、『小さな朝の詩』から続いたニッポン放送でのマツダ一社提供番組も終了。

## 開局

### 民間放送局
- 4月1日 - エフエムインターウェーブ（現在のInterFM897）
- 12月1日 - エフエム滋賀

### コミュニティーFM局
- 1月17日 - エフエムわいわい（2016年3月31日廃局。廃局後はインターネットラジオ局として再出発した。ただし、FM放送の設備は維持し、災害時に臨時災害放送局として多言語放送できるよう神戸市と協定締結している。）
- 2月21日 - 仙台あおばコミュニティ放送（RADIO3（ラジオスリー））
- 4月1日
  - エフエムはまなす
  - エフエムかなざわ
  - エフエム高松コミュニティ放送（FM815）
  - 熊本シティエフエム（FM791）
- 4月28日
  - 藤沢エフエム放送（レディオ湘南）
  - 東京コミュニケーション放送（SHIBUYA-FM）（2013年7月10日廃局）
- 6月2日 - エフエムしみず
- 7月1日
  - エフエムわっかない
  - かわさき市民放送（かわさきFM、FM K-City）
  - エフエムびざん（B-FM791）
- 7月20日 - 札幌コミュニティ放送局（ラジオカロスサッポロ）
- 7月27日 - エフエム小樽放送局
- 8月8日
  - エフエムふくやま（レディオBINGO）
  - エフエム萩（FM NANAKO（エフエム・ナナコ））
- 8月31日 - 福島コミュニティ放送（FMポコ）
- 9月1日 - いわき市民コミュニティ放送（FMいわき）
- 9月15日 - エフエムさがみ（FM HOT 839）
- 9月21日 - エフエム会津
- 10月1日 - 天神エフエム（2010年12月31日廃局）
- 10月26日 - エフエムあまがさき
- 11月1日 - ラジオこまつ
- 11月3日 - エフエムちゅうおう（YES-fm（いえすえふえむ））
- 11月15日 - ラジオななお
- 12月1日
  - ラジオたかおか
  - エフエム三木（エフエムみっきぃ）
- 12月21日 - 伊丹コミュニティ放送（エフエムいたみ）
- 12月24日 - エフエムくらしき
- 12月25日 - けんと放送（FM KENTO）
- 12月26日 - エフエムセト（2008年4月13日廃局）

## 特別番組

### 7月放送
- 25日 - ラジオDEおじゃま（ラジオ大阪）[1]

## 開始番組

### 1996年4月放送開始
NHKラジオ第1放送
- 1日 - ラジオ名人寄席
- 6日 - ふるさと自慢うた自慢
- 7日 - 日曜ラジオマガジン
- 8日
  - ティールーム21
  - いきいきホットライン
- 13日 - ふるさと自慢うた自慢&ふるさと自慢コンサート

NHKラジオ第2放送
- 6日 - 中国語講座 香港倶楽部

NHK-FM放送
- 1日
  - クラシック・ポートレート
  - クラシック・サロン
  - FMリサイタル
  - ポップスグラフィティ
- 5日
  - クラシック新譜情報
  - おしゃべりクラシック
  - ポップス・アーティスト名鑑
- 6日
  - ベストオブクラシック・セレクション
  - 世界のコーラス
  - サタデーホットリクエスト
  - 恋する音楽小説

TBSラジオ
- 14日 - お待たせしました 浜村淳です!

ニッポン放送
- 1日
  - いまに哲夫のジョイフルモーニングニッポン
  - 加トちゃんのラジオでチャッ!チャッ!チャッ!
  - つかちゃんのりこのGO!GO!ヒットパラダイス

## 終了番組

### 1996年3月放送終了
東京放送
- 月内 - 三菱ドライビングポップス

ニッポン放送
- 29日 - 玉置宏の笑顔でこんにちは!

### 1996年6月放送終了
東京放送
- 30日 - ラジオはアメリカン

### 1996年9月放送終了
ニッポン放送
- 27日 - ほっと一息裕子です